# Kinneret (Israel)
Kinneret (em hebraico:  כִּנֶּרֶת) é uma moshava localizada ao sudoeste do Mar da Galileia, em Israel., no distrito de Distrito Norte. Localizado no norte do Vale da Jordânia, 6 quilômetros ao sul das Tiberias. A comunidade está situada a 185 metros do nível do mar e foi fundada em 1908 pela Jewish Colonization Association (Associação de Colonização Judaica).

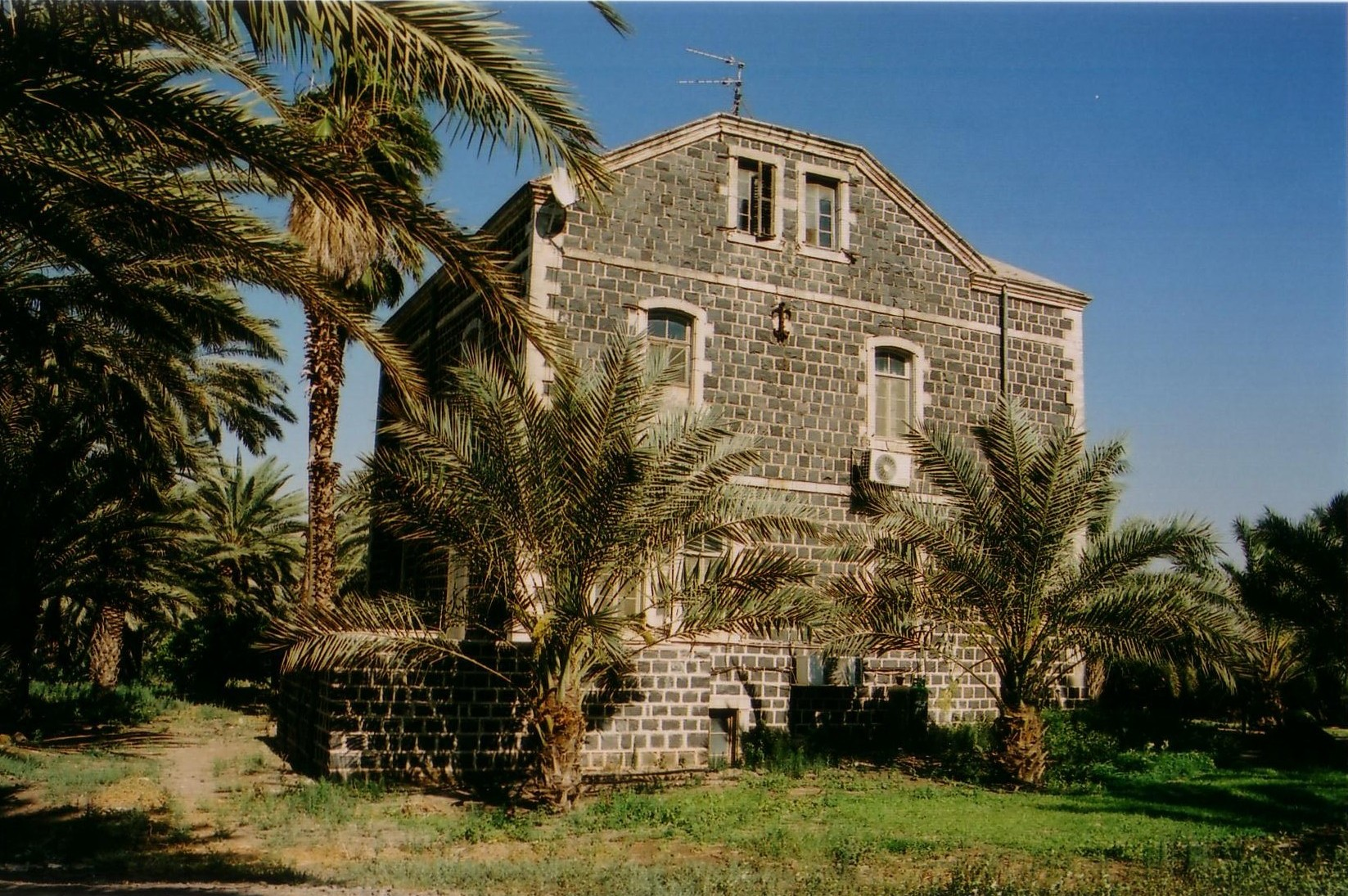
Prédio histórico